# Lolita Morena

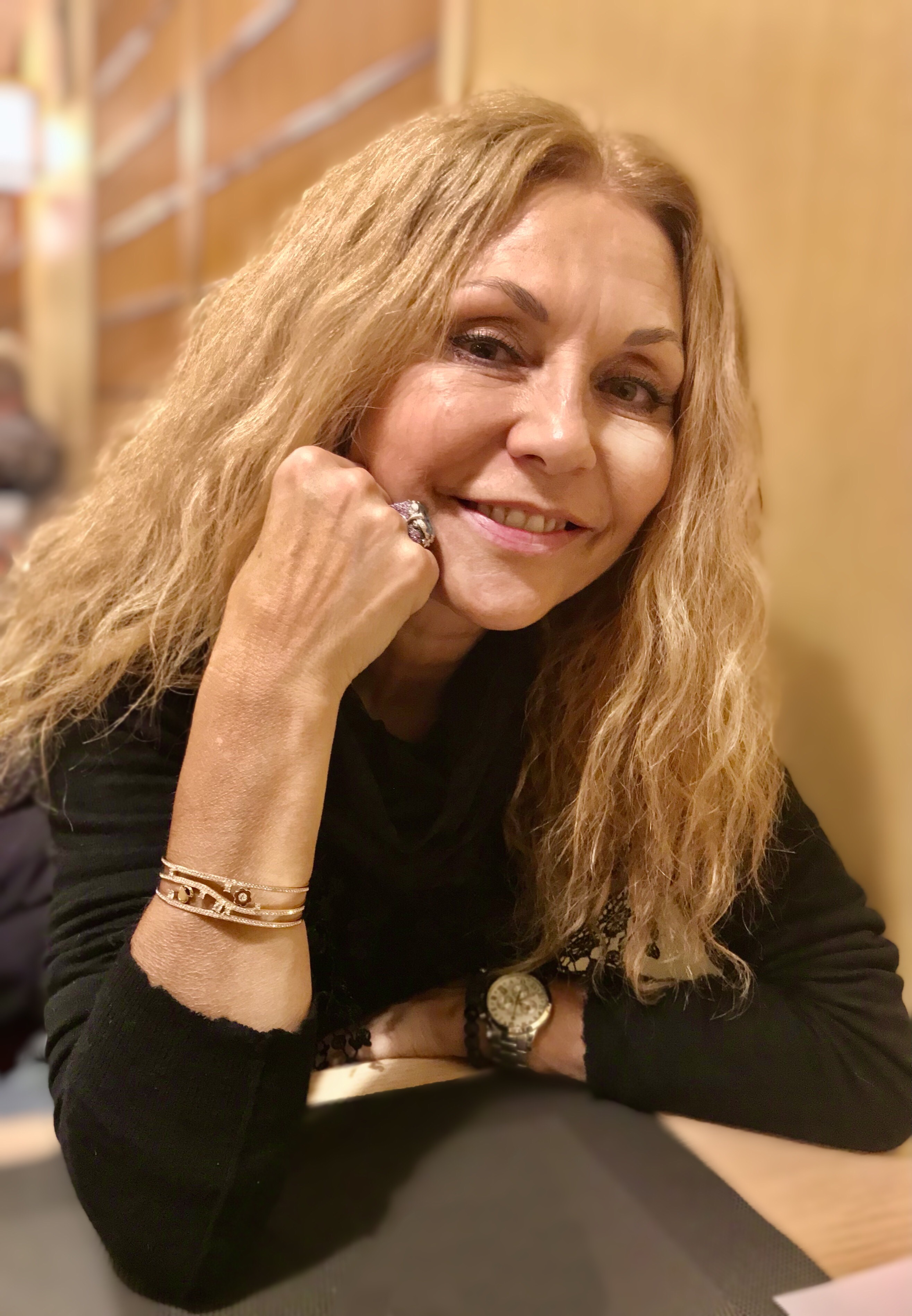
Lolita Morena (2018)

Lolita Morena (* 15. Oktober 1960 in Cantiano, Italien) ist ein Schweizer Model, Schauspielerin und Moderatorin.

## Leben
Morena studierte Archäologie, als sie im Jahre 1982 zur Miss Schweiz gekürt wurde. Bei der Miss-Universe-Wahl 1982 wurde sie Vierte. Seit 1989 arbeitet sie als Fernsehmoderatorin. So moderierte sie im Jahre 1989 gemeinsam mit Jacques Deschenaux den Eurovision Song Contest. Sie führte durch grosse Galas, wie z. B. Goldene Rose von Montreux. Bekannt wurde Morena 1992 in Deutschland durch ihre Beziehung zu Lothar Matthäus. 1994 heiratete das Paar, Sohn Loris war bereits 1992 geboren worden. Die Ehe wurde 1999 geschieden.
Morena spricht Englisch, Italienisch, Französisch und Deutsch. Seit einigen Jahren moderiert sie beim Westschweizer Fernsehen in der französischsprachigen Schweiz. Gleichfalls im Fernsehen der französischsprachigen Schweiz (TSR) spielt sie eine Hauptrolle in der Sitcom Les pique-meurons. Als Fernsehpräsentatorin setzt sie sich für den Verzicht auf Pelz als Modeaccessoire ein und unterstützt den Schweizer Tierschutz.
1990 spielte sie an der Seite von Walter Roderer in dem Spielfilm Der doppelte Nötzli.

## Filmografie
- 1989: Haute tension (Fernsehserie, eine Folge)
- 1990: Der doppelte Nötzli